# Igreja de São Lourenço de Pias

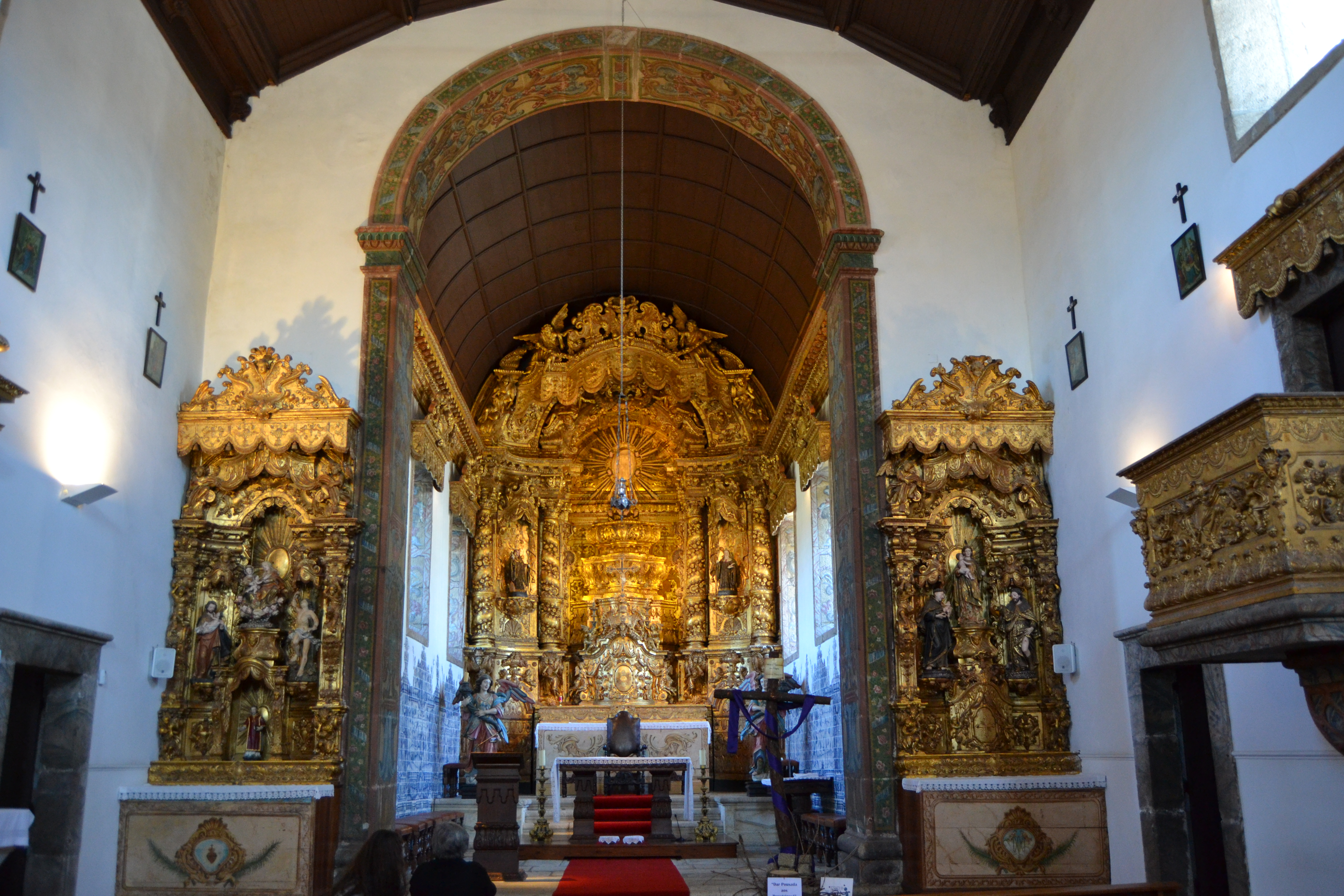
Altar de Igreja de São Lourenço de Pias.

A Igreja de São Lourenço de Pias é um templo cristão localizado na freguesia de Pias, no Município de Lousada.
Integrada na região do Vale do Sousa, a freguesia de Pias carateriza-se pelos seus campos de cultivo e pela sua implantação junto ao rio Sousa e à Ribeira de Pontarrinhas.

## Caraterísticas arquitetónicas
A igreja, em estilo barroco, é um edifício que fora concluído apenas em três anos, de 1736 a 1739, evidenciando uma arquitetura muito austera e muito formal, revelando até, perante um olhar fugaz, alguma vulgaridade construtiva. Apesar da severidade, o edifício insere-se no local de uma forma equilibrada e monumental. O seu interior é ricamente ornamentado, em oposição ao exterior sóbrio. Este apresenta um incrível retábulo-mor em talha dourada, exemplar típico do Barroco Joanino, executado por Manuel da Costa de Andrade. Além deste, existem outros dois retábulos laterais, estes possivelmente executados por um discípulo do entalhador referido.
Quando o visitante entra nesta igreja, o primeiro contacto que tem é com a capela-mor, local onde se encontram o retábulo-mor e os magníficos azulejos laterais figurados em azul e branco. Porém, não é só de retábulos e azulejaria que a Igreja de Pias é rica. As imagens de São Bento e de Santa Escolástica, presentes no altar-mor, são o reflexo da imaginária que preenche este interior. Nele podemos ainda ver imagens escultóricas de Nossa Senhora, de São José, de São Sebastião, de Santo António, de São Roque e do padroeiro de freguesia, São Lourenço. O padroeiro surge-nos policromado e dourado, sendo uma imagem de meados do século XVIII.
Os azulejos que revestem as paredes laterais da capela-mor estão dispostos do solo até meio da parede, ou seja, em silhar. Distribuídos em seis painéis, cada lado da capela é coberto com três painéis de vinte e um azulejos em altura. Sobre esta produção azulejar pouco se sabe, mas podemos afirmar com clareza que se trata de uma reprodução narrativa de cenas do quotidiano.